# Slavoj Žižek
Slavoj Žižek (esloveno AFI: [ˈslavoj ˈʒiʒɛk] pronunciado Slávoi Jíjec  ouça, Liubliana, Iugoslávia, 21 de março de 1949), muitas vezes grafado em português como Slavoj Zizek, é um filósofo esloveno, nascido na antiga Iugoslávia. Ele é professor do Instituto de Sociologia e Filosofia da Universidade de Ljubljana e diretor internacional da Birkbeck, Universidade de Londres. Ele trabalha em temas como filosofia continental, teoria política, estudos culturais, psicanálise, crítica de cinema, marxismo, hegelianismo e teologia.
Em 1989, Žižek publicou seu primeiro texto em inglês, O Objeto Sublime da Ideologia, no qual ele partiu da teoria marxista tradicional para desenvolver uma concepção materialista de ideologia que se baseava fortemente na psicanálise lacaniana e no idealismo hegeliano. Seu trabalho teórico inicial tornou-se cada vez mais eclético e político na década de 1990, lidando frequentemente com a análise crítica de formas díspares da cultura popular e fazendo dele uma figura popular da esquerda acadêmica. Crítico do capitalismo, do liberalismo e do politicamente correto, Žižek chama a si mesmo de radical político, e sua obra tem sido caracterizada como crítica da ortodoxia da direita política e do social liberalismo universitário.
O estilo idiossincrático de Žižek, os trabalhos acadêmicos populares, os frequentes editoriais de revistas e a assimilação crítica de alta e baixa cultura lhe renderam influência internacional, controvérsias, críticas e uma audiência substancial fora da academia. Em 2012, a Foreign Policy listou Žižek em sua lista dos Top 100 Global Thinkers, chamando-o de "filósofo celebridade", enquanto em outros lugares ele foi apelidado de "Elvis da teoria cultural" e "filósofo mais perigoso do mundo". O trabalho de Žižek foi narrado em um documentário de 2005 intitulado Zizek! Uma revista acadêmica, a International Journal of Žižek Studies, foi fundada para desenvolver seu trabalho.

## Biografia
Slavoj Žižek nasceu na antiga Iugoslávia, em Liubliana, capital da Eslovênia. Doutorou-se em Filosofia na sua cidade natal e estudou Psicanálise na Universidade de Paris. Žižek é conhecido por seu uso de Jacques Lacan numa nova leitura da cultura popular, abordando temas como o cinema de Alfred Hitchcock e David Lynch, o leninismo e tópicos como fundamentalismo e tolerância, correção política, subjetividade nos tempos pós-modernos e outros.
Em 1990, candidatou-se à presidência da República da Eslovênia.
Slavoj Žižek recebeu em 23 de novembro de 2014 a medalha de honra da Faculdade de Belas Artes da Universidade do Porto.

### Carreira
Durante os anos 80, Žižek editou e traduziu Jacques Lacan, Sigmund Freud e Louis Althusser. Ele usou o trabalho de Jacques Lacan para interpretar a filosofia hegeliana. Em 1985, Žižek completou um segundo doutoramento (Doutor em Filosofia em psicanálise) na Universidade de Paris VIII sob a orientação de Jacques-Alain Miller e François Regnault.
Ele escreveu a introdução às traduções eslovenas dos romances policiais de G. K. Chesterton e John Le Carré. Em 1988, ele publicou seu primeiro livro dedicado inteiramente à teoria do cinema. Ele alcançou reconhecimento internacional como um teórico social com a publicação em 1989 de seu primeiro livro em inglês, O Objeto Sublime da Ideologia.
Žižek tem publicado em revistas como Lacanian Ink e In These Times nos Estados Unidos, New Left Review e The London Review of Books no Reino Unido, e em jornais Dnevnik e Delo. Ele também colabora com a revista esquerdista polonesa Krytyka Polityczna, jornal regional de esquerda do sudeste europeu Novi Plamen, e faz parte do conselho editorial da revista psicanalítica Problemi. Žižek é editor de série da série Diaeresis da Northwestern University Press. Publica obras que "lidam não apenas com a filosofia, mas também intervêm nos níveis da crítica ideológica, política e teoria da arte".

## Pensamento

### Crítica ao pós-modernismo
Para Žižek, os pós-modernos podem ser caracterizados por sua distância do Real. Na arte pós-moderna, Žižek identifica várias manifestações, como a técnica de "preenchimento de lacunas". Ao "preencher as lacunas" e "dizer tudo", o que temos é o vazio como tal, que é, enfim, nada mais que o vazio da subjetividade.
Para Žižek, a sociedade presente - ou pós-moderna - baseia-se na negação da autoridade do “outro”. Continuando os teóricos contemporâneos da sociedade que promovem a liberdade de escolha - ou reflexibilidade - que teria substituído a autoridade, Žižek afirma que esses teóricos ignoram a reflexividade do sujeito. Para Žižek, a falta de proibições formuladas pelo “outro” faz com que a reflexividade inerente se manifeste na forma de vinculações de sujeição, paranoia e narcisismo. A fim de melhorar estas condições, Žižek propõe a necessidade de um ato político, um ato que iria alterar as condições de possibilidade da pós-modernidade, que iria criar um novo tipo de Ordem Simbólica em que um novo ambiente para o assunto seria possível.
Para criticar uma das falhas da sociedade pós-moderna baseada na negação da autoridade, Žižek compartilha o seguinte exemplo. Em uma lógica tradicional em que a autoridade parental não é discutida ou negociada, um pai em conflito com seu filho para visitar sua avó dirá: "você vai porque eu te ordeno, porque Eu sou o pai". Já na lógica pós-moderna, haveria uma negação da imagem autoritária e o que se diz à criança é: "por favor, se você não for, vai me fazer sentir dor, vai fazer sua avó ficar muito mal". A partir daí, Žižek deduz uma ideia forte: a de que na sociedade atual, a negação da autoridade não cria uma multiplicidade de escolhas, essa multiplicidade, na verdade, só é aparente: as alternativas são falsas, são uma “não-escolha”.

### Teoria: o Real, o Simbólico e o Imaginário
O Real
Segundo Žižek, o "Real" é um termo que corresponde a um conceito bastante enigmático, e não deve ser equiparado com a realidade, uma vez que a nossa realidade está construída simbolicamente; o real, pelo contrário, é um núcleo duro, algo traumático que não pode ser simbolizado (isto é, expressado com palavras). O real não tem existência positiva; só existe como abstrato. Porém, não consiste em algo externo à realidade: é o próprio núcleo da realidade que nossa capacidade de simbolização não consegue alcançar. É o que irrompe por entre as brechas da malha simbólica.
Para Žižek, a realidade tem a estrutura de uma ficção. Ou seja, sendo construída a partir da simbolização limitada de um determinado ponto do Real, acaba sendo apenas uma espécie de interpretação da "coisa em si". Sendo assim, o real irrompe em situações as quais tradicionalmente consideramos serem fictícias, como em sonhos e na realidade virtual. No primeiro caso, o sonho permite que entremos em contato com o que há de mais próximo do Real individualmente. No segundo caso, a realidade virtual nos permite que nos manifestemos sem a pressão exercida pelas regras do Simbólico, de modo que um homem tímido pode ser, em um jogo virtual, uma mulher atraente e sedutora.
O Simbólico
Žižek afirma que o simbólico inaugura-se com a aquisição da linguagem. Assim, sucede aquilo de que "um homem só é rei porque os seus súbditos se comportam perante ele como um rei". É a lei que estrutura toda nossa sociedade, ainda que não seja homogênea e, desse modo, igual para cada um dos indivíduos.
O Imaginário
O Imaginário, segundo Žižek, é algo muito semelhante ao Simbólico. Porém, enquanto o Simbólico relaciona-se de forma mais próxima às leis e regras que estruturam a realidade, o Imaginário se liga à questão da imagem, tanto visual, sonora, olfativa, etc. É aquilo que faz com que eu sinta o cheiro de uma rosa e imediatamente traga à minha mente o conceito de rosa, sem, no entanto, ser relacionado aos outros conceitos ideológicos que emergem conjuntamente com essa ideia (o fato de rosas representarem romantismo, de terem conotação sexual, a lembrança de ter ganhado uma rosa etc.).
Todos os níveis estão interligados, de acordo com Jacques Lacan (desde o seminário XX), numa forma de nó borromeano, como três anéis enlaçados juntos de maneira tal que, se um deles se desenlaça, o resto também cai.

### Análises Marxistas
De acordo com Will Buckingham, "A ideia de que as análises marxistas são em sua essência, a análise de um fracasso foi desenvolvida por Žižek durante uma entrevista em 2008. Žižek foi questionado concernente eventos ocorridos na Tchecoslováquia em 1968 relativos à interrupção do processo político de democratização vigente no país durante período a mando da União Soviética (URSS). De acordo com a visão de Žižek em relação ao socialismo e a esquerda, esses utilizam como artifício para manter-se no poder, a alegação de que caso seu sistema de poder estivesse promulgado e consolidado no mundo, esses criariam uma 'utopia política', isto é, um paraíso social e político. Ademais, diz ele que a esquerda tende a repetir seus erros e equívocos, fazendo com que esses encontrem-se em estado moralista seguro, a partir do momento que esses não chegam ao poder efetivamente. Tal prática Žižek denominou de 'confortável posição de resistência' e que propicia uma situação de coibição questões literais e reais, impedindo como consequência, que os mesmos repensem sua posição perante a atual revolução política. Para ele, mesmo um marxista 'esforçado', às respectivas questões sérias são desvalorizadas em função de uma "perene busca por alternativas e justificativas para a intocabilidade da 'sociedade ideal' e da utopia" 

## Críticas
Centenas de acadêmicos abordaram os aspectos da obra de Žižek nos papéis profissionais, e em 2007, o Jornal Internacional de Estudos Žižek foi estabelecido para a discussão de sua obra. Existem dois principais temas da crítica de ideias de Žižek: sua incapacidade de articular uma alternativa ou programa em face da sua denúncia dos arranjos sociais, políticos e econômicos contemporâneos e sua falta de rigor na argumentação. Roger Scruton escreveu: "Para resumir a posição de Žižek não é fácil: ele desliza entre maneiras filosóficas e psicanalíticas de discutir e é fascinado por aforismos de Lacan. Ele é um amante do paradoxo, e acredita fortemente no que Hegel chama de "o trabalho do negativo" embora tendo a ideia, como sempre, mais uma fase para a parede de tijolo do paradoxo". O filósofo e linguista Noam Chomsky, em entrevista ao programa de rádio Veterans Unplugged, concedida em dezembro de 2012, disparou contra Zizek:
Quando digo que não tenho interesse em teoria, o que quero dizer é que não quem faz pose — quem usa termos sofisticados cheios de sílabas e pretende ter uma teoria quando não tem teoria alguma. […] Não há teoria em nada disso [a filosofia de Lacan, Žižek e Derrida], não no sentido de que estão acostumadas as pessoas nas ciências e outros campos sérios.

## Filmografia
| Ano  | Título                              | Papel                       |
| ---- | ----------------------------------- | --------------------------- |
| 1996 | Liebe Dein Symptom wie Dich selbst! | Ele Mesmo                   |
| 2004 | The Reality of the Virtual          | Ele Mesmo                   |
| 2005 | Zizek!                              | Ele Mesmo                   |
| 2006 | The Pervert's Guide to Cinema       | Ele Mesmo                   |
| 2012 | The Pervert's Guide to Ideology     | Ele Mesmo                   |
| 2018 | Turn On (The Mute Series)           | Baseado nas ideias de Zizek |

## Obras
No Brasil, possui vários livros publicados por algumas editoras como Boitempo, Zahar e Autêntica.
- 2020 - Pandemia: covid-19 e a reinvenção do comunismo
- 2019 - A coragem da desesperança: crônicas de um ano em que agimos perigosamente
- 2017 - Acontecimento: uma viagem filosófica através de um conceito
- 2017 - Interrogando o Real
- 2017 - O Sujeito incômodo: o centro ausente da ontologia política
- 2015 - O sofrimento de Deus: inversões do apocalipse
- 2015 - Problema no Paraíso: do fim da história ao fim do capitalismo.
- 2015 - O absoluto frágil: Ou Por que vale a pena lutar pelo legado cristão?
- 2014 - A monstruosidade de Cristo
- 2014 - Violência.
- 2013 - Menos que nada: Hegel e a sombra do materialismo dialético
- 2013 - Alguém disse totalitarismo?
- 2012 - O amor impiedoso: ou sobre a crença
- 2012 - O ano em que sonhamos perigosamente
- 2012 - Vivendo no fim dos tempos
- 2011 - Primeiro como tragédia, depois como farsa
- 2011 - Em defesa das causas perdidas
- 2010 - Como ler Lacan
- 2009 - Lacrimae Rerum: ensaios sobre cinema moderno
- 2008 - A visão em paralaxe
- 2005 - Às portas da revolução: escritos de Lenin de 1917
- 2003 - Bem-vindo ao deserto do Real!
- 1996 - Um mapa da ideologia
- 1991 - O Mais Sublime dos Histéricos

Žižek também contribuiu para diversas edições da Revista Margem Esquerda, da mesma editora.
Os livros (títulos originais) publicados de Slavoj Žižek incluem:
- 1972 -Bolečina razlike
- 1976 -Znak, označitelj, pismo
- 1980 -Hegel in označevalec
- 1982 -Gospostvo, Vzgoja, Analiza: Zbornik tekstov Lacanove šole psihoanalize (editor, translator)
- 1982 -Zgodovina in nezavedno
- 1984 -Birokratija i uživanje
- 1984 -Filozofija skozi psihoanalizo
- 1985 -Hegel in objekt
- 1985 -Problemi teorije fetišizma: Filozofija skoz psihoanalizo II
- 1987 -Jezik, ideologija, Slovenci
- 1988 -Pogled s strani
- 1989 -Druga smrt Josipa Broza Tita
- 1989 -The Sublime Object of Ideology
- 1990 -The Ticklish Subject
- 1990 -Beseda, dejanje svoboda: Filozofija skoz psihoanalizo V
- 1990 -Beyond Discourse Analysis (a part in Ernesto Laclau's New Reflections on the Revolution of Our Time)
- 1991 -For They Know Not What They Do
- 1991 -Hitchcock II.
- 1991 -Looking Awry
- 1992 -Enjoy Your Symptom!
- 1993 -Everything You Always Wanted to Know About Lacan... But Were Afraid to Ask Hitchcock
- 1993 -Filozofija skoz psihoanalizo VII
- 1993 -Tarrying With the Negative
- 1994 -Problemi: Eseji 4-5
- 1994 -The Metastases of Enjoyment
- 1996 -Slovenska smer
- 1997 -Argument za strpnost
- 1997 -The Abyss of Freedom
- 1997 -The Indivisible Remainder: Essays on Schelling and Related Matters
- 1997 -The Plague of Fantasies
- 1998 -Alain Badiou, Sveti Pavel: Utemeljitev Univerzalnosti
- 2000 -Contingency, Hegemony, Universality
- 2000 -Krhki absolut: Enajst tez o krščanstvu in marksizmu danes
- 2000 -The Art of the Ridiculous Sublime: On David Lynch's Lost Highway
- 2000 -The Fragile Absolute: Or, Why is the Christian Legacy Worth Fighting For?
- 2001 -Did Somebody Say Totalitarianism?
- 2001 -On Belief
- 2001 -Opera's Second Death
- 2001 -Repeating Lenin
- 2001 -Strah pred pravimi solzami: Krzysztof Kieslowski in šiv
- 2001 -The Fright of Real Tears
- 2002 -Revolution at the Gates: Žižek on Lenin, the 1917 Writings
- 2002 -Welcome to the Desert of the Real
- 2003 -Kuga Fantazem
- 2003 -Organs Without Bodies
- 2003 -Paralaksa: za politični suspenz etičnega
- 2003 -The Puppet and the Dwarf: The Perverse Core of Christianity
- 2004 -Iraq: The Borrowed Kettle
- 2005 -Interrogating the Real
- 2005 -Kako biti nihče
- 2006 -How to Read Lacan
- 2006 -Lacan: The Silent Partners
- 2006 -Neighbors and Other Monsters (in The Neighbor: Three Inquiries in Political Theology)
- 2006 -The Parallax View
- 2006 -The Universal Exception
- 2007 -En defensa de la intolerancia
- 2007 -On Practice and Contradiction
- 2007 -Terrorism and Communism
- 2007 -Virtue and Terror
- 2008 -In Defense of Lost Causes
- 2008 -Violence: Big Ideas/Small Books
- 2009 -First As Tragedy, Then As Farce
- 2009 -In Search of Wagner
- 2009 -Monstrosity of Christ: Paradox or Dialectic?
- 2009 -Mythology, Madness and Laughter: Subjectivity in German Idealism
- 2010 -Badiou & Žižek: Hvalnica Ljubezni (Love and Terror)
- 2010 -Društvo za teoretsko psihoanalizo
- 2010 -Living in the End Times
- 2010 -Paul's New Moment: Continental Philosophy and the Future of Christian Theology
- 2010 -Philosophy in the Present Polity (com Alain Badiou)
- 2010 -The Idea of Communism
- 2011 -Hegel and the Infinite: Religion, Politics, and Dialectic
- 2011 -Začeti od začetka, Ljubljana: Cankarjeva založba